# Tholen
Tholen (anhörenⓘ) ist eine Insel und Gemeinde in der niederländischen Provinz Zeeland und besteht aus den beiden verbundenen Halbinseln Tholen und Sint Philipsland.

## Zollstation
Der Name Tholen erinnert an die frühere Zollstation. Für das Befahren der Eendracht und der Striene wurde damals Zoll erhoben.

## Lage
Die Gemeinde Tholen ist im Süden mit Zuid-Beveland über den Oesterdam verbunden und im Norden mit Goeree-Overflakkee und Schouwen-Duiveland über den Philipsdam und den Grevelingendam. Östlich der Gemeinde befindet sich der Schelde-Rhein-Kanal.

## Gemeindegebietsreformen
1971 wurde das Gebiet der Halbinsel Tholen zu einer Gemeinde zusammengefasst. Dabei wurden die bisherigen Gemeinden Tholen, Oud-Vossemeer, Poortvliet, Scherpenisse, Sint-Annaland, Sint Maartensdijk und Stavenisse aufgehoben.
In einem zweiten Neugliederungsschritt wurde 1995 die Gemeinde Sint-Philipsland nach Tholen eingemeindet.

## Ortsteile
Die Gemeinde wird in folgende Ortsteile aufgeteilt:
| Ort               | Einwohner |
| ----------------- | --------- |
| Tholen            | 8.420     |
| Poortvliet        | 1.780     |
| Scherpenisse      | 1.855     |
| Sint Maartensdijk | 3.570     |
| Stavenisse        | 1.695     |
| Sint-Annaland     | 4.090     |
| Oud-Vossemeer     | 2.740     |
| Sint-Philipsland  | 2.700     |
| Gemeinde          | 26.850    |

1. ↑  (Stand: 1. Januar 2024)

## Politik
Sitzverteilung im Gemeinderat
Seit 1982 setzt sich der Gemeinderat von Tholen wie folgt zusammen:
| Partei                   | Sitze | Sitze | Sitze | Sitze | Sitze | Sitze | Sitze | Sitze | Sitze | Sitze | Sitze |
| Partei                   | 1982  | 1986  | 1990  | 1994  | 1998  | 2002  | 2006  | 2010  | 2014  | 2018  | 2022  |
| ------------------------ | ----- | ----- | ----- | ----- | ----- | ----- | ----- | ----- | ----- | ----- | ----- |
| SGP                      | 5     | 5     | 5     | 6     | 5     | 6     | 5     | 6     | 6     | 6     | 7     |
| VVD                      | 3     | 2     | 2     | 2     | 3     | 2     | 2     | 3     | 2     | 3     | 3     |
| Algemeen Belang Tholen   | –     | –     | –     | –     | –     | 2     | 2     | 2     | 3     | 2     | 3     |
| ChristenUnie             | –     | –     | –     | –     | –     | 2     | 2     | 2     | 3     | 3     | 3     |
| PvdA                     | 4     | 5     | 5     | 5     | 5     | 4     | 6     | 3     | 2     | 2     | 2     |
| GroenLinks               | –     | –     | –     | –     | –     | –     | –     | –     | –     | 2     | 2     |
| CDA                      | 4     | 4     | 4     | 3     | 3     | 2     | 2     | 3     | 2     | 2     | 2     |
| SP                       | –     | –     | –     | –     | –     | –     | –     | 2     | 3     | 1     | 1     |
| Jezus Leeft              | –     | –     | –     | –     | –     | –     | –     | –     | –     | –     | 0     |
| PVV                      | –     | –     | –     | –     | –     | –     | –     | –     | –     | 2     | –     |
| D66                      | 0     | –     | –     | 1     | 1     | 1     | –     | –     | –     | –     | –     |
| RPF                      | 1     | 1     | 1     | 1     | 2     | –     | –     | –     | –     | –     | –     |
| GPV                      | 1     | 1     | 1     | 1     | 2     | –     | –     | –     | –     | –     | –     |
| Algemeen Ouderen Verbond | –     | –     | –     | 1     | 0     | –     | –     | –     | –     | –     | –     |
| Unie 55+                 | –     | –     | –     | –     | 0     | –     | –     | –     | –     | –     | –     |
| PSP                      | 0     | –     | –     | –     | –     | –     | –     | –     | –     | –     | –     |
| Gesamt                   | 17    | 17    | 17    | 19    | 19    | 19    | 19    | 21    | 21    | 21    | 21    |

## Persönlichkeiten
- Iman Jacob van den Bosch (1731–1788), Mediziner